# Cal Mirambell
Cal Mirambell és un monument del municipi del Masroig (Priorat) inclòs en l'Inventari del Patrimoni Arquitectònic Català.

## Descripció
Edifici de planta rectangular, amb façanes al carrer Major i de la Barceloneta, de planta baixa, entresòl, pis i golfes, cobert per teulada a dos vessants, bastit de maçoneria i maó arrebossat i pintat. A la façana principal s'obren tres portes (una de principal); dos balcons i una finestrella a l'entresòl; tres balcons (dos cegats) al pis, i tres finestrelles a les golfes. A la part posterior, oberta al carrer Barceloneta hi ha una galeria oberta. És a destacar la portalada principal, amb la clau apuntada i la data de 1866.

## Història
Aquesta casa, de sòlid aspecte, fou bastida en una època de rellançament econòmic del Priorat a causa dels alts preus del vi. El fill del propietari, el senyor Mirambell, metge, esposà una mestra de la població i posteriorment abandonaren el poble, segons conta la veu popular. Abandonat prematurament, l'edifici no és utilitzat regularment avui dia i tampoc sembla estar en bones condicions.